# Silvio Laurenti Rosa
Silvio Rosa Laurenti (Viterbo, 21 febbraio 1892 – Roma, 24 dicembre 1965) è stato un regista e attore italiano.

## Biografia
Diplomato in elettrotecnica a Viterbo, si imbarca come mozzo su una nave per alcuni anni, nel tentativo di divenire ufficiale di Marina, successivamente a Roma, all'interno di una compagnia di prosa teatrale inizia la sua carriera di attore. Ma sarà il mondo del cinema della capitale a impiegarlo come assistente alla regia e come aiuto produttore.
Nel 1915 parte volontario per la Grande Guerra dove svolgerà l'attività di operatore cinematografico documentando le azioni dei combattimenti delle truppe italiane. Alla fine delle ostilità torna nel mondo del cinema muto sino a dirigere i suoi primi film nel 1920 tra cui Skeletros e Katiuscia, «cinedramma antibolscevico realizzato con materiali presi in Russia dopo un soggiorno di alcuni mesi per conto dell'Unione cinematografica »; poi come produttore, nel 1938 gira Naufraghi pellicola che avrà scarso successo e circolazione, nel 1943 inizia E dirsi addio film che sarà terminato solo nel dopoguerra. Comandante partigiano, viene colpito nel 1954 da degenerazione vascolare alla vista, che gli impedirà di proseguire la sua attività, trascorrendo gli ultimi anni in indigenza.

## Filmografia
- La battaglia da Plava al mare (1917)
- Battaglia dall'astico al Piave (1917)
- L'impronta (1920)
- Skeletros (1920)
- Katiuscia (1923)
- Dalle cinque giornate alla breccia di Porta Pia (1923)
- Le tappe della gloria e dell'ardire italiaci (1923)
- Raganella (1924)
- Garibaldi e i suoi tempi (1926)
- I martiri d'Italia (1927)
- Da icaro a De Pinedo (1927)
- Redenzione d'anime (1928)
- Naufraghi (1938)
- ...E non dirsi addio (1943 - 1948)
- La folla (1951)
- Ieri, oggi, domani (1953)
- Sei ore di tempo (1953)